# Funció de transferència relacionada amb el cap

Efecte de filtratge HRTF

Una funció de transferència relacionada amb el cap (amb acrònim anglès HRTF), també coneguda com a funció de transferència anatòmica (amb acrònim anglès ATF), és una resposta que caracteritza com l'oïda rep un so des d'un punt de l'espai. A mesura que el so incideix en l'oient, la mida i la forma del cap, les orelles, el conducte auditiu, la densitat del cap, la mida i la forma de les cavitats nasals i orals, transformen el so i afecten la manera com es percep, augmentant-ne algunes freqüències i atenuant-ne d'altres. En termes generals, l'HRTF augmenta les freqüències de 2 a 5 kHz amb una ressonància primària de +17 dB a 2.700 Hz. Però la corba de resposta és complexa i varia significativament de persona a persona.
Es pot utilitzar un parell d'HRTF per a dues orelles per sintetitzar un so binaural que sembla provenir d'un punt concret de l'espai. És una funció de transferència, que descriu com arribarà un so des d'un punt específic a l'oïda (generalment a l'extrem exterior del conducte auditiu). Alguns productes d'entreteniment domèstic de consum dissenyats per reproduir so envoltant d'auriculars estèreo (de dos altaveus) utilitzen HRTF. Algunes formes de processament HRTF també s'han inclòs al programari informàtic per simular la reproducció de so envoltant des dels altaveus.
Els humans només tenen dues orelles, però poden localitzar els sons en tres dimensions: en el rang (distància), en direcció a dalt i a sota (elevació), davant i cap al darrere, així com a banda i banda (azimut). Això és possible perquè el cervell, l'oïda interna i les orelles externes (pinna) treballen junts per fer inferències sobre la ubicació. Aquesta capacitat de localitzar fonts sonores pot haver-se desenvolupat en humans i avantpassats com una necessitat evolutiva, ja que els ulls només poden veure una part del món que envolta un espectador i la visió es veu obstaculitzada a la foscor, mentre que la capacitat de localitzar una font de so funciona en totes les direccions, amb una precisió variable, independentment de la llum circumdant.
HRTF descriu com una entrada d'ona sonora determinada (parametritzada com a freqüència i ubicació de la font) es filtra per les propietats de difracció i reflexió del cap, el pavelló i el tors, abans que el so arribi a la maquinària de transducció del timpà i l'oïda interna (vegeu sistema auditiu). Biològicament, els efectes de prefiltració específics de la ubicació de la font d'aquestes estructures externes ajuden a la determinació neuronal de la ubicació de la font, en particular la determinació de l'elevació de la font (vegeu localització vertical del so).